# 伊德罗兰迪亚
伊德罗兰迪亚（葡萄牙語：Hidrolândia）是巴西塞阿拉州的一个市镇。总面积966.572平方公里，总人口18523人，人口密度19.2人/平方公里。